# Urząd Pinnau
Urząd Pinnau (niem. Amt Pinnau) – urząd w Niemczech w kraju związkowym Szlezwik-Holsztyn, w powiecie Pinneberg. Siedziba urzędu znajduje się w gminie Rellingen.
W skład urzędu wchodzi pięć gmin:
1. Borstel-Hohenraden
2. Ellerbek
3. Kummerfeld
4. Prisdorf
5. Tangstedt

Do 31 grudnia 2012 do urzędu należały gminy Bönningstedt i Hasloh, które dzień później wystąpiły z niego.